# Седрик Карасо
Седрик Карасо (фр. Cédric Carrasso; 30. децембар 1981) бивши је француски фудбалер који је играо на позицији голмана.
Наступао је за Олимпик Марсељ, Кристал палас (позајмица), Генган (позајмица), Тулузу, Бордо и Галатасарај. Најдуже је играо у Бордоу где је за осам сезона одиграо 314 утакмица у свим такмичењима.
За репрезентацију Француске одиграо је само један меч и то 2011. године против Пољске на пријатељском мечу. Био је у саставу Француске на СП 2010. и ЕП 2012.

## Успеси
Бордо
- Суперкуп Француске: 2009.
- Куп Француске: 2012/13.

Галатасарај
- Суперлига Турске: 2017/18.